# Potomitan
Potomitan est une expression créole antillo-guyanaise. Il désigne le poteau central dans le temple vaudou, l'oufo. L'expression peut aussi servir à désigner le « soutien familial », généralement la mère. Ce terme se rapporte à celui qui est au centre du foyer, l'individu autour duquel tout s'organise et s'appuie.
Dans la société antillaise le potomitan est la femme, la mère « courage » de famille qui supporte tel un pilier les fondements de son univers, sans que pour autant ce soit une société matriarcale si l'on définit celle-ci comme une société où l'espace public (comme l'espace privé) est « dominé » par la femme. Aux Antilles la partition espace privé/espace public correspond au couple femme/homme. La femme est donc le potomitan de la famille et du foyer dans l'espace privé domestique valorisé positivement par opposition à l'espace public déconsidéré et masculin, « mâle ».
Aimé Césaire l'utilise dans son poème « Mot »

« …j’aurai chance hors du labyrinthe

plus long plus large vibre

en ondes de plus en plus serrées

en lasso où me prendre

en corde où me pendre

et que me clouent toutes les flèches

et leur curare le plus amer

au beau poteau–mitan de très fraîches étoiles… »

Et dans « sans instance ce sang », Moi, laminaires…

« quant au Soleil, un Soleil de frontière

il cherche le poteau-mitan autour duquel faire tourner

pour qu'enfin l'avenir commence »

Potomitan est également le nom d'un site web de promotion des langues et des cultures créoles.